# جام اتحادیه باشگاه‌های انگلستان
جام اتحادیه فوتبال انگلستان (به انگلیسی: English Football League Cup) که در حال حاضر به‌دلیل مسائل اسپانسرینگ با نام کارابائو کاپ (به انگلیسی: Carabao Cup) شناخته می‌شود، سری مسابقات فوتبال مردان در انگلستان است که هر ساله توسط لیگ فوتبال انگلستان (EFL) برگزار می‌شود. باشگاه‌های حاضر در چهار سطح برتر فوتبال انگلستان، در مجموع ۹۲ تیم، مجوز شرکت در این رقابت‌ها را دارند. نخستین دورهٔ این رقابت‌ها در فصل ۶۱–۱۹۶۰ برگزار شد که با قهرمانی استون ویلا به پایان رسید. نیوکاسل قهرمان آخرین دوره این رقابت‌ها در سال ۲۵–۲۰۲۴ است.

## نتایج بر پایه باشگاه
| تیم                | قهرمان | نائب‌قهرمان | سال‌های قهرمانی                                                                           | سال‌های نائب‌قهرمانی                                   |
| ------------------ | ------ | ---------- | ---------------------------------------------------------------------------------------- | ---------------------------------------------------- |
| لیورپول            | ۱۰     | ۵          | ۸۱–۱۹۸۰، ۸۲–۱۹۸۱، ۸۳–۱۹۸۲، ۸۴–۱۹۸۳، ۹۵–۱۹۹۴، ۰۱–۲۰۰۰، ۰۳–۲۰۰۲، ۱۲–۲۰۱۱، ۲۲–۲۰۲۱، ۲۴–۲۰۲۳ | ۷۸–۱۹۷۷، ۸۷–۱۹۸۶، ۰۵–۲۰۰۴، ۱۶–۲۰۱۵، ۲۵–۲۰۲۴          |
| منچستر سیتی        | ۸      | ۱          | ۷۰–۱۹۶۹، ۷۶–۱۹۷۵، ۱۴–۲۰۱۳، ۱۶–۲۰۱۵، ۱۸–۲۰۱۷، ۱۹–۲۰۱۸، ۲۰–۲۰۱۹، ۲۱–۲۰۲۰                   | ۷۴–۱۹۷۳                                              |
| منچستر یونایتد     | ۶      | ۴          | ۹۲–۱۹۹۱، ۰۶–۲۰۰۵، ۰۹–۲۰۰۸، ۱۰–۲۰۰۹، ۱۷–۲۰۱۶، ۲۳–۲۰۲۲                                     | ۸۳–۱۹۸۲، ۹۱–۱۹۹۰، ۹۴–۱۹۹۳، ۰۳–۲۰۰۲                   |
| چلسی               | ۵      | ۵          | ۶۵–۱۹۶۴، ۹۸–۱۹۹۷، ۰۵–۲۰۰۴، ۰۷–۲۰۰۶، ۱۵–۲۰۱۴                                              | ۷۲–۱۹۷۱، ۰۸–۲۰۰۷، ۱۹–۲۰۱۸، ۲۲–۲۰۲۱، ۲۴–۲۰۲۳          |
| استون ویلا         | ۵      | ۴          | ۶۱–۱۹۶۰، ۷۵–۱۹۷۴، ۷۷–۱۹۷۶، ۹۴–۱۹۹۳، ۹۶–۱۹۹۵                                              | ۶۳–۱۹۶۲، ۷۱–۱۹۷۰، ۱۰–۲۰۰۹، ۲۰–۲۰۱۹                   |
| تاتنهام            | ۴      | ۶          | ۷۱–۱۹۷۰، ۷۳–۱۹۷۲، ۹۹–۱۹۹۸، ۰۸–۲۰۰۷                                                       | ۸۲–۱۹۸۱، ۰۲–۲۰۰۱، ۰۹–۲۰۰۸، ۱۵–۲۰۱۴، ۲۱–۲۰۲۰          |
| ناتینگهام فارست    | ۴      | ۲          | ۷۸–۱۹۷۷، ۷۹–۱۹۷۸، ۸۹–۱۹۸۸، ۹۰–۱۹۸۹                                                       | ۸۰–۱۹۷۹، ۹۲–۱۹۹۱                                     |
| لستر سیتی          | ۳      | ۲          | ۶۴–۱۹۶۳، ۹۷–۱۹۹۶، ۲۰۰۰–۱۹۹۹                                                              | ۶۵–۱۹۶۴، ۹۹–۱۹۹۸                                     |
| آرسنال             | ۲      | ۶          | ۸۷–۱۹۸۶، ۹۳–۱۹۹۲                                                                         | ۶۸–۱۹۶۷، ۶۹–۱۹۶۸، ۸۸–۱۹۸۷، ۰۷–۲۰۰۶، ۱۱–۲۰۱۰، ۱۸–۲۰۱۷ |
| نوریچ سیتی         | ۲      | ۲          | ۶۲–۱۹۶۱، ۸۵–۱۹۸۴                                                                         | ۷۳–۱۹۷۲، ۷۵–۱۹۷۴                                     |
| بیرمنگام سیتی      | ۲      | ۱          | ۶۳–۱۹۶۲، ۱۱–۲۰۱۰                                                                         | ۰۱–۲۰۰۰                                              |
| ولورهمپتون واندررز | ۲      | ۰          | ۷۴–۱۹۷۳، ۸۰–۱۹۷۹                                                                         | —                                                    |
| وست برومویچ آلبیون | ۱      | ۲          | ۶۶–۱۹۶۵                                                                                  | ۶۷–۱۹۶۶، ۷۰–۱۹۶۹                                     |
| میدلزبرو           | ۱      | ۲          | ۰۴–۲۰۰۳                                                                                  | ۹۷–۱۹۹۶، ۹۸–۱۹۹۷                                     |
| کویینز پارک رنجرز  | ۱      | ۱          | ۶۷–۱۹۶۶                                                                                  | ۸۶–۱۹۸۵                                              |
| لیدز یونایتد       | ۱      | ۱          | ۶۸–۱۹۶۷                                                                                  | ۹۶–۱۹۹۵                                              |
| استوک سیتی         | ۱      | ۱          | ۷۲–۱۹۷۱                                                                                  | ۶۴–۱۹۶۳                                              |
| لوتون تاون         | ۱      | ۱          | ۸۸–۱۹۸۷                                                                                  | ۸۹–۱۹۸۸                                              |
| شفیلد ونزدی        | ۱      | ۱          | ۹۱–۱۹۹۰                                                                                  | ۹۳–۱۹۹۲                                              |
| سوئیندون تاون      | ۱      | ۰          | ۶۹–۱۹۶۸                                                                                  | —                                                    |
| آکسفورد یونایتد    | ۱      | ۰          | ۸۶–۱۹۸۵                                                                                  | —                                                    |
| بلکبرن روورز       | ۱      | ۰          | ۰۲–۲۰۰۱                                                                                  | —                                                    |
| سوانزی سیتی        | ۱      | ۰          | ۱۳–۲۰۱۲                                                                                  | —                                                    |
| نیوکاسل            | ۱      | ۰          | ۲۰۲۴-۲۵                                                                                  | —                                                    |